# Donna Morrissey
Pour les articles homonymes, voir Morrissey (homonymie).
Donna Morrissey, née le 13 janvier 1956 à The Beaches, au Canada, est une femme de lettres canadienne, autrice de roman policier.

## Biographie
Donna Morrissey fait des études à l'Université Memorial de Terre-Neuve où elle obtient un baccalauréat en travail social et un diplôme en éducation des adultes. 
En 1999, elle publie son premier roman, Kit’s Law pour lequel elle est lauréate du Winifred Holtby Memorial Prize 2000 et du prix Alex 2002. Avec Downhill Chance, paru en 2002, elle remporte le Thomas Head Raddall Award (en) 2003. Récompense qu'elle reçoit à nouveau en 2006 avec Sylvanus Now et en 2017 avec The Fortunate Brother. Pour ce roman, elle est lauréate du prix Arthur-Ellis 2017 du meilleur roman.

## Œuvre

### Romans
- Kit’s Law. 1999
  - (de) Trad. Marlies Ruß: Eisblumen. Diana, Munich 2001
- Downhill Chance. 2002
- Sylvanus Now. 2004
  - (de) Trad. Miriam Mandelkow: Der Geruch von Salz. dtv, 2007
- What They Wanted. 2008
  - (de) Trad. Miriam Mandelkow: Leuchtfeuer. 2012
- The Deception of Livvy Higgs. 2012
- The Fortunate Brother. 2016

### Littérature d'enfance et de jeunesse
- Cross Katie Kross (2012)

### Scénario
- Clothesline Patch (2000), court métrage canadien

## Prix et distinctions

### Prix
- Winifred Holtby Memorial Prize 2000 pour Kit's Law
- Prix Alex 2002 pour Kit's Law[1]
- Prix Gemini Best Short Dramatic Program 2002 pour Clothesline Patch[2]
- Thomas Head Raddall Award (en) 2003 pour Downhill Chance[3]
- Thomas Head Raddall Award 2006 pour Sylvanus Now[3]
- Thomas Head Raddall Award 2017 pour The Fortunate Brother[4]
- Prix Arthur-Ellis 2017 du meilleur roman pour The Fortunate Brother[5]